# Suda Kunitarō

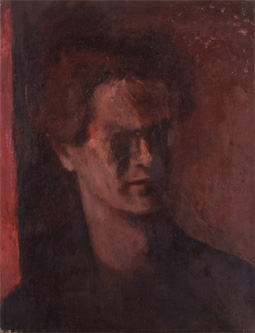
Selbstporträt, 1929

Suda Kunitarō (japanisch 須田 国太郎; geb. 6. Juni 1891 in Kyoto; gest. 16. Dezember 1961) war ein japanischer Maler im westlichen Yōga-Stil der Shōwa-Zeit.

## Leben und Werk
Suda machte 1916 seinen Abschluss an der Kaiserlichen Universität Kyōto, und zwar im Fachbereich Philosophie mit dem Schwerpunkt Ästhetik und Kunstgeschichte. Während er  anschließend seine akademische Ausbildung fortsetzte, schrieb er sich 1917 an der Kansai-Kunsthochschule (関西美術院, Kansai bijutsu-in) ein und studierte Malerei. 1919 ging er nach Europa, wo er sich vier Jahre weiterbildete. Die meiste Zeit hielt er sich in Spanien auf, wo er in Madrid regelmäßig den Prado besuchte. Dort kopierte er El Greco, Goya und die Künstler der venezianischen Schule. Ihn interessierten vor allem die feinen Unterschiede in der Technik der Ölmalerei und die stilistische Entwicklung der europäischen Malerei.
Nach seiner Rückkehr nach Japan 1923 hielt Suda Vorlesungen zur Kunstgeschichte an seiner alten Universität, aber auch an anderen Orten. Malte nun intensiv und hatte 1932 – er war bereits über 40 – in Tōkyo seine erste Einzelausstellung. 1934 schloss er sich der „Unabhängigen Kunstvereinigung“ (独立美術協会, Dokuritsu bijutsu kyōkai) an und führte ein aktives akademisches und kreatives Leben.
Sudas Bilder zeigen eine charakteristische Schwere mit Dunkelbraun als Hauptfarbe, wobei er intellektuelle Einsicht mit fernöstlicher Sensibilität verband. 1947 wurde er Mitglied in der Akademie der Künste. Seine Bilder, mehrfach im In- und Ausland gezeigt, wurden nun mit großer Anteilnahme aufgenommen. 1955 erhielt er den Großen Kunstpreis der Zeitung Mainichi Shinbun. Ab 1950 war Suda Professor an der Städtischen Kunstschule Kyōto (京都市美術学校, Kyōto bijutsu gakkō), wo er einen großen Einfluss auf die jüngere Generation, besonders im Kansai-Gebiet, ausübte.
Zu Sudas wichtigen Werken gehören „Die Hōkan-ji Pagode“ (法観寺塔婆, Hōkanji tōba; 1932), „Hund“ (犬, Inu; 1950), und „Kormorane“ (鵜, U; 1952). – Sein Buch „Moderne Malerei und Realismus“ (近代絵画リアリズム, Kindai kaiga to riarizumu), in dem er seine Theorien darlegte, erschien posthum 1963.

## Bilder

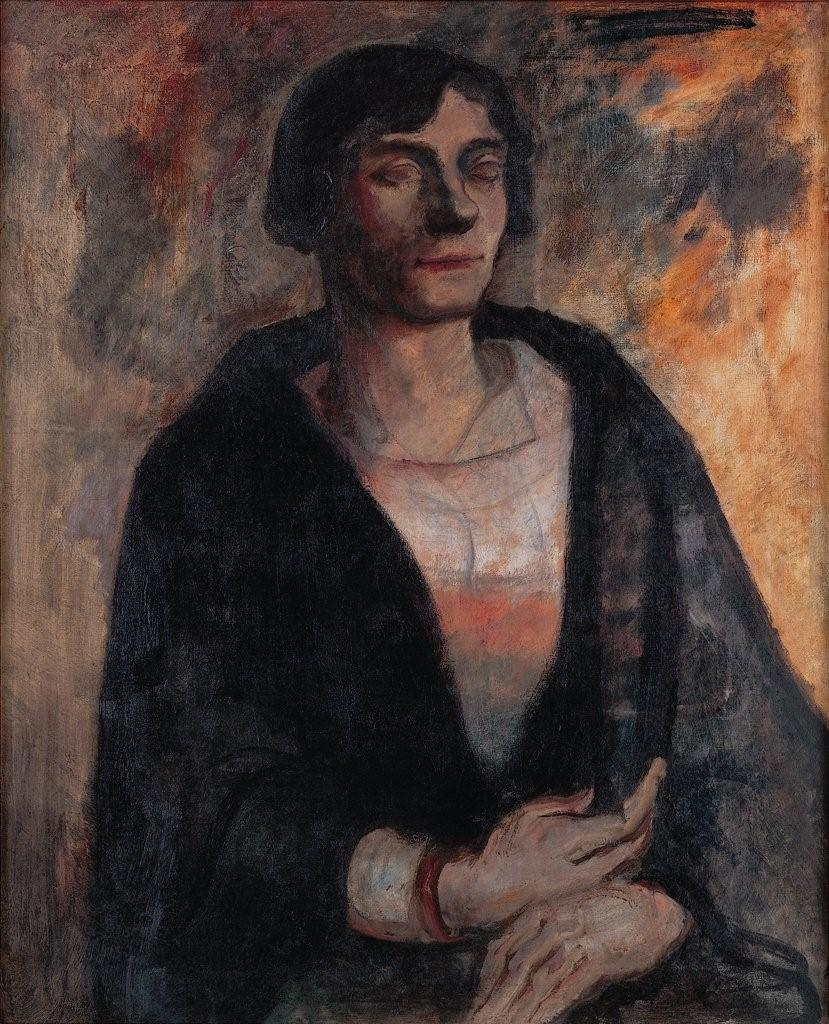
Luisa-Barbara, 1922
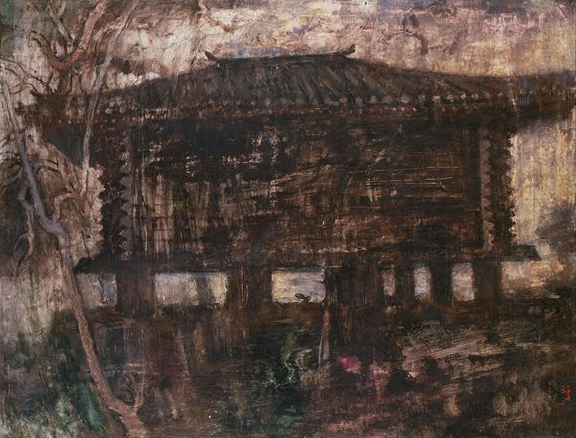
Azekura[A 1], 1943
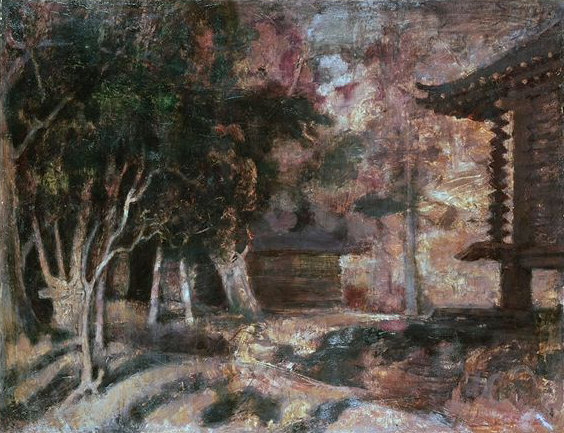
Azekura, 1943
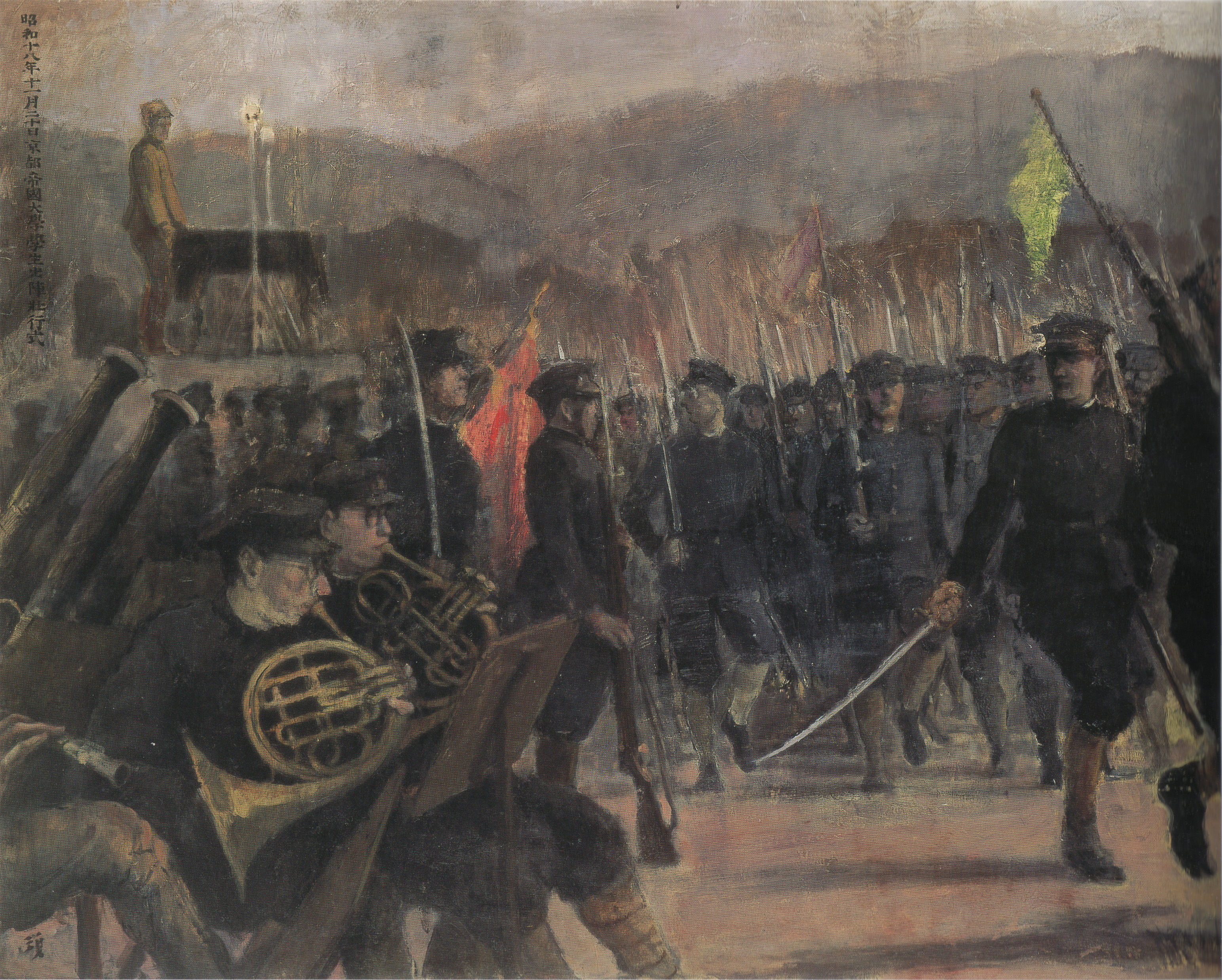
Ausmarch der Studenten, 1944
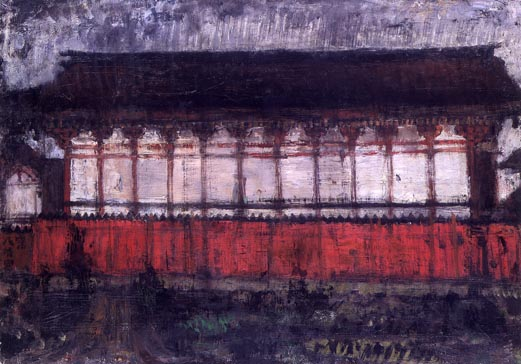
Kubo-Hachiman Schrein, 1955
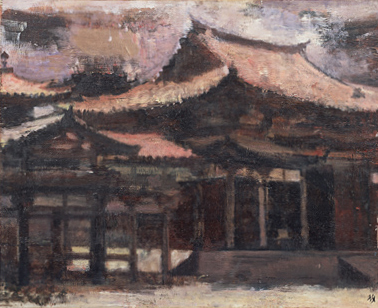
Phönixhalle des Byōdō-in